# Трикстер

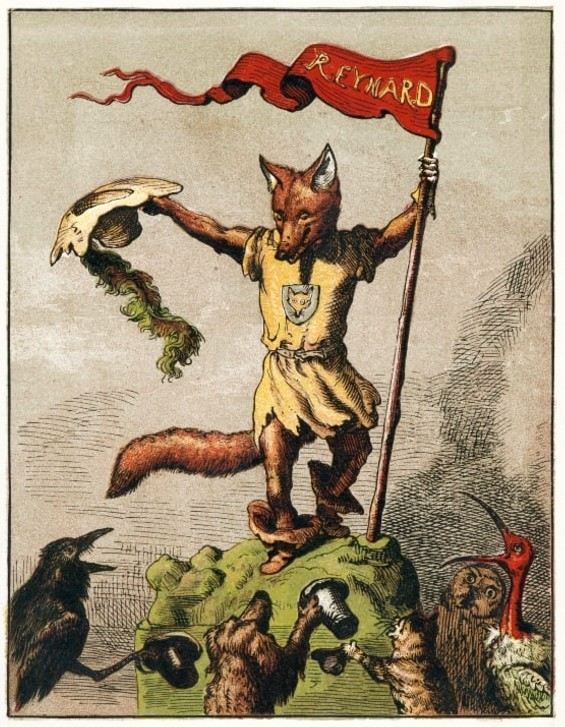
Лис Ренар — тип трикстера в середньовічній літературі («Роман про Ренара»)

Три́кстер (англ. trickster — обманник, спритник, шахрай) — поширений архаїчний персонаж міфологій народів світу. Трикстер характеризується порушенням загальноприйнятих норм, здатністю легко виходити за моральні межі, що в підсумку сприяє відновленню порядку чи виробленню нових правил.
Термін ввів до наукового вжитку американський антрополог Пол Радін, що вперше дослідив архетип трикстера в культурологічному аналізі міфології корінних американців віннебаго. Згодом трикстер стає предметом дослідження багатьох вчених — філософів, антропологів, культурологів, фольклористів, театрознавців та ін. До кінця XX ст. у філософії і культурології трикстер був визнаним одним з основних персонажів людської культури.

## Трикстер в міфології

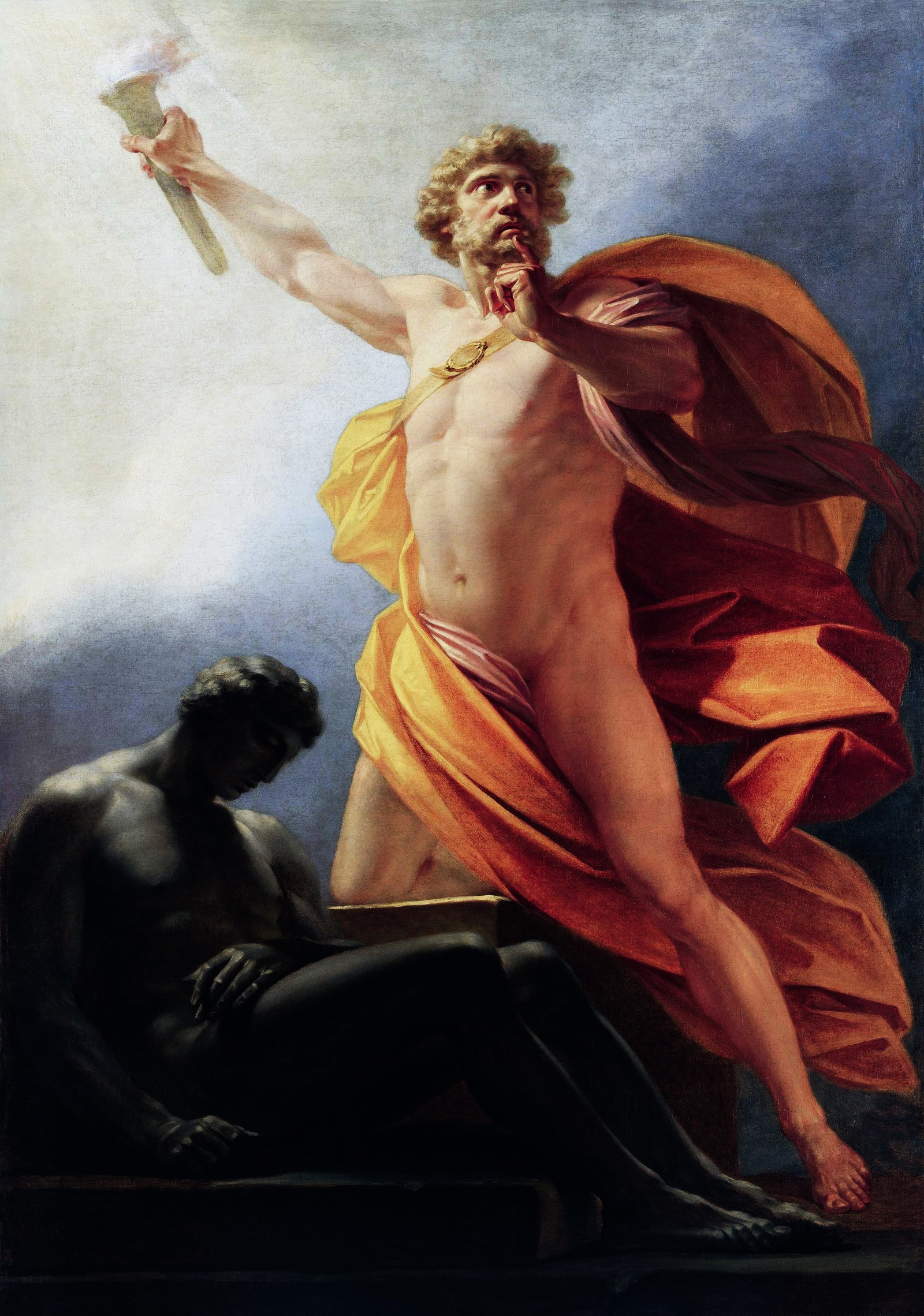
Прометей несе людям вогонь, Гейнріх Фюгер (Heinrich Friedrich Füger), 1817 рік.

Трикстер (в міфах різних культур культур, втілений у Кролику, Вороні, Павуку та ін.) відрізняється лукавством, хитромудрістю, підступністю, жорстокістю, здатністю до трансформацій і перевтілень. Він завжди одночасно творець і руйнівник, ошуканець і жертва обману. У нього немає свідомих бажань, його поведінка визначається інстинктами та імпульсами. Він не знає ані добра, ані зла, хоча несе відповідальність і за те, і за інше.
Часто трикстер виступає під маскою божества чи напівбога: єгипетський Сет, скандинавський Локі, грецький Геракл (хоча на думку Кареньї трикстера важко уявити озброєним чи сильним) та ін. В більшості міфів трикстер — «другий» творець світу; в певному розумінні він є комічним аналогом культурного героя. Проте двоїстість, амбівалентність закладена в самому трикстері і є його основною властивістю: він то дотепний, активний, кмітливий; то — лінивий, неосвічений і дурний. Трикстер — причина сварок і конфліктів, які призводять до його ж приниження і побоїв. Інколи він навіть змінює стать, що також має подвійне значення: в багатьох культурах статева травестія була символом пасивної гомосексуальності, але в шаманізмі вважалась одним з вищих досягнень шамана-чоловіка. Можна пригадати, наприклад, як Локі у вигляді кобили завагітнів від жеребця Свадільфарі. Будь-які дії трикстера не піддаються однозначній оцінці, в тому числі етичній, не вкладаючись у рамки «позитивного» чи «негативного». Для нього не існує ані моральних, ані соціальних цінностей; він керується тільки власними пристрастями та бажаннями, і, попри це, тільки завдяки його діям всі цінності отримують своє справжнє значення.
В міфах багатьох народів створення світу пов'язано з обманом, хитрістю, крадіжкою, порушенням різних табу. Всі ці дії відміняють загальноприйняті норми, але оскільки закінчуються в період, що попереджує установлення цих норм, вони обов'язково відтворюються під час ритуалів переходу — із старого року в новий, із життя в смерть, із смерті в життя тощо (карнавальна культура).
Антиповедінка притаманна культурному герою, що творить (допомагає творити) світ чи його двійнику, супутнику, брату — трикстеру. Трикстер наділяється одночасно демонічними і комічними рисами блазня-пустуна. Біблійна історія створення світу розповідає «історію гріхопадіння», в якій є і хитрість, і обман, і крадіжка, і порушення заборони, і сміх. Змій (образ трикстера) обманом змусив перших людей порушити табу — з'їсти заборонений плід з Дерева пізнання добра та зла, в результаті був покараний і він, і люди. Культурні герої, трикстери відрізняються від богів, але в міфах тим не менш підкреслюється їх значимість і магічна сила, без якої немислимі їх діяння, наприклад, крадіжка (Прометей, Гермес крадуть у богів). Гермес в грецькій міфології — вісник богів, провідник душ померлих, покровитель мандрівників, але також — злодій, покровитель блазнювання і злодійства.

## Трикстер як архетип упсихоаналізі

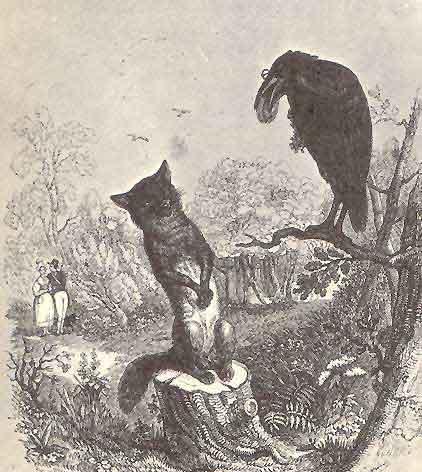
Лисиця з байки Лафонтена «Ворона й лисиця»

На думку Карла Юнга, в образі трикстера можна вловити щось із середньовічного визначення сатани «simia dei» (Божа мавпа), і в його народному зображенні, як «простака», якого «обдурюють», «обводять навколо пальця». Цікаві поєднання рис трикстера можна віднайти в алхімічному образі Меркурія: наприклад, його любов до хитрих жартів і злих витівок, здатність змінювати зовнішність, його двоїста — напівтваринна, напівбожественна — натура, те, що він був підвладним всім видам мук, і, не в останню чергу, його близькість до образу спасителя. Ці якості роблять Меркурія демонічною істотою первісних часів, що древніша, ніж Гермес. Його витівки подібні на витівки деяких фольклорних персонажів: Хлопчика-мізинчика, дурного Ганса чи блазнеподібного Ганса-ковбасника, який взагалі є негативним персонажем, та завдяки свої дурості умудряється досягти того, що іншим не під силу, попри всі їх намагання. У казці братів Грімм дух Меркурія дозволяє обманути себе селянському хлопцю і змушений заплатити йому за свою свободу дорогоцінним даром зцілення.
Якщо в кінці міфу про трикстера нам натякають на фігуру спасителя, це втішне передвістя чи приємна надія, що означає — якась катастрофа відбулась, але була усвідомлена. Надія на спасителя може народитися тільки з глибин нещастя — іншими словами, визнання і психічна інтеграція тіні, якої не можна уникнути, створює таку болючу ситуацію, що ніхто, крім спасителя, не може розв'язати цей заплутаний вузол долі. У випадку з окремим індивідом проблема, викликана тінню, вирішується на рівні аніми, тобто через відношення. В історії колективу, як і в історії індивіда, все залежить від розвитку свідомості. Воно поступово дає звільнення від замкненості в невідомому, і тому є носієм світла і зцілення. Як у своїй колективній, міфологічній формі, так і в індивідуальній формі, тінь містить в собі сім'я енантіодромії, перетворення у власну протилежність.

## Трикстер у філології
«Питання про те, коли, де і яким чином виник міф про трикстера, не передбачає точної відповіді», писав Кереньї у своїх працях. Фігура трикстера являє собою позачасовий прообраз, корінь всіх шахрайських істот світової літератури, що охоплює всі часи і культури. Але він не зводиться тільки до літературної суті. В міфології іншого американського індіанського племені — вічита — відомий койот, наділений здатністю розповідати нескінченні шахрайськi історії про себе самого, тобто еквівалент трикстера у світі тварин. З цього зовсім не випливає, що койот — другорядна, «штучно створена» і чимось обмежена фігура в міфології вічита. «Якою б не була думка аудиторії про такого роду історії (адже вона може вважати їх і брехливими вигадками архіобманщика), це не позбавляє героя реальності існування. Навпаки, завдяки його історіям стає очевидним, що безсоромна брехня — невід'ємна риса світу, що має позачасове коріння».

## Трикстери в міфології і літературі

### Міфологія корінних народів Північної Америки

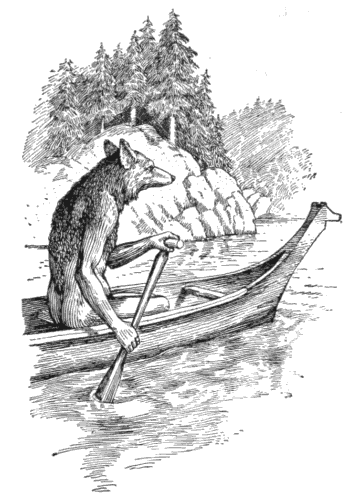
Койот з міфології племені вічита

- Загальний для багатьох індіанських народів — Койот.
- Загальний для багатьох індіанських народів — Ворона.
- Міфологія абенаків — єнот Азебан.
- Міфологія Віннебаго — Ваджкункага.
- Міфологія Кроу — Аваккуле, Маннегіші.
- Міфологія лакота — Іктомі Хейока.
- Міфологія Навахо — Тоненілі.
- Міфологія Пуебло — Кошари Пайякяму (Священні клоуни).
- Міфологія Хопі — Кокопеллі.
- Міфологія Зуні — Кокопеллі.
- Міфологія шайєнів — Віхіо.
- Міфологія ескімосів — Амагук.
- Міфологія Юта — Цінн-ан-ев.
- Міфологія алгонкінів — Розписна черепаха.

### Африканська міфологія
- Загальний для багатьох народів Північної Африки — павук Анансі.
- Загальний для багатьох племен банту — заєць.
- Міфологія бушменів — коник Цанґ.
- Міфологія зулусів — Тіколоше.
- Міфологія Йоруба — Ешу.
- Міфологія Стародавнього Єгипту — Сет.

### Міфологія народів Європи й Азії

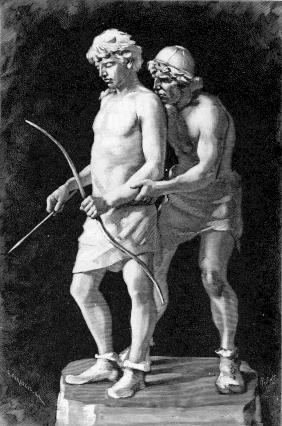
Локі, що змушує Хода вистрілити в його брата Бальдура

- Баскська міфологія — Маленький Сен-Мартин.
- Германо-скандинавська міфологія — Локі.
- Давньогрецька міфологія — Ерида, Прометей, Гефест, Гермес, Одіссей, Сізіф.
- Індонезійська міфологія — Канчіль.
- Ірландська міфологія — фейрі, пак, лепрекон.
- Китайська міфологія — Неджа, Сунь У-кун (Король Мавп).
- Міфологія Леванту — Азазель.
- Нартський епос — Сосруко, Сирдон.
- Слов'янська міфологія — Велес, лісовик.
- Чукотсько-камчатська міфологія — ворон Кутх.
- Естонська міфологія — Каваль-Антс (Вілі Антс).
- Японська міфологія — кіцуне, сусаноо, каппа.
- Міфологія Мансі — Куль-Отир.

### Інші міфології
- Австралійська міфологія — Бамапана.
- Міфологія ацтеків — койот Вевекойотль.
- Міфологія Вуду — барон Субота, Папа Легба.
- Гавайська міфологія — Іва, Каулу, Купуа, Мауї, Пекої.
- Полінезійська міфологія — Мауї.
- Міфологія Фіджі — Досіна.
- Індійська міфологія — Дитя-Крішна, що краде олію.

### Фольклорні герої

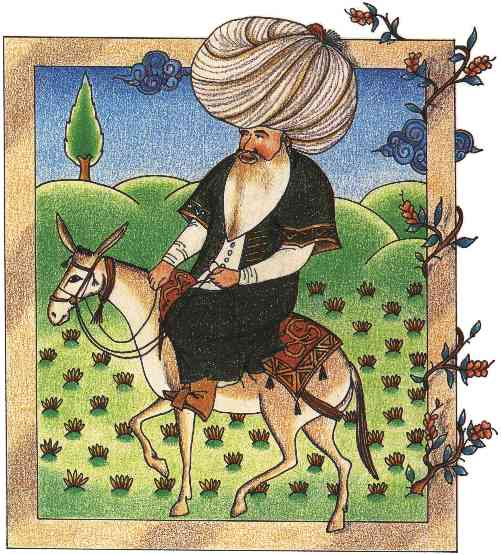
Ходжа Насреддін

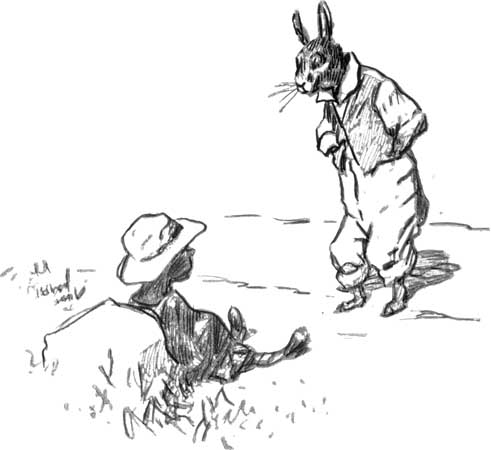
Братик Кролик

- Білоруський фольклор — Нестерка.
- Болгарський фольклор — Хітар Петар (Хитрий Петро).
- Бразильський фольклор — Сакі-Перере.
- Голландський фольклор — Лис Ренар.
- Голландський фольклор, фламандський фольклор і німецький фольклор — Тіль Уленшпігель.
- Єврейський фольклор — Гершеле Острополер.
- Німецький фольклор — Мефістофель.
- Російський фольклор — Іван-дурень[5], Лисиця Патрикіївна.
- Середньоазійський фольклор, арабський фольклор — Ходжа Насреддін (Джуха).
- Фольклор США — Братик Кролик і Тітонька Ненсі (адаптація Анансі).
- Тибетський фольклор — дядечко Томпа.
- Французький фольклор — Райнеке-Лис, Кіт у чоботях.
- Удмуртський фольклор — Лопшо Педунь.
- Український фольклор — Лисиця, Лис Микита, Маруся (казка «Мудра дівчина»), Олекса Довбуш, козак Мамай.

### Трикстери в світовій літературі
- Барон Мюнхгаузен («Пригоди барона Мюнгаузена») — Рудольф Еріх Распе
- Братик Кролик («Казки дядечка Рімуса») — Джоел Гарріс.
- Мавпа Бертран («Мавпа і кіт») — Жан Лафонтен.
- Маленький Клаус («Маленький Клаус і Великий Клаус») — Ганс Крістіан Андерсен.
- Санчо Панса («Хитромудрий ідальго дон Кіхот з Ламанчі») — Мігель Сервантес.
- Панург — (Гаргантюа і Пантагрюель) — Франсуа Рабле.
- Чеширський кіт («Аліса в країні чудес») — Льюїс Керрол.
- Йозеф Швейк (Пригоди бравого вояка Швейка) — Ярослав Гашек

## Трикстери в коміксах
- Локі (Marvel)
- Джокер (DC)
- Режим трикстера (Homestuck)